# فی ریپلی
 فی ریپلی (انگلیسی: Fay Ripley؛ زادهٔ ۲۶ فوریهٔ ۱۹۶۶) یک هنرپیشه اهل بریتانیا است. وی از سال ۱۹۹۰ میلادی تاکنون مشغول فعالیت بوده‌است.